# Arquidiócesis de Camberra y Goulburn
La arquidiócesis de Camberra y Goulburn (en latín: Archidioecesis Camberrensis-Gulburnensis y en inglés: Roman Catholic Archdiocese of Canberra and Goulburn) es una circunscripción eclesiástica de la Iglesia católica en Australia. Se trata de una arquidiócesis latina, inmediatamente sujeta a la Santa Sede. Desde el 12 de septiembre de 2013 su arzobispo es Christopher Charles Prowse.

## Territorio y organización

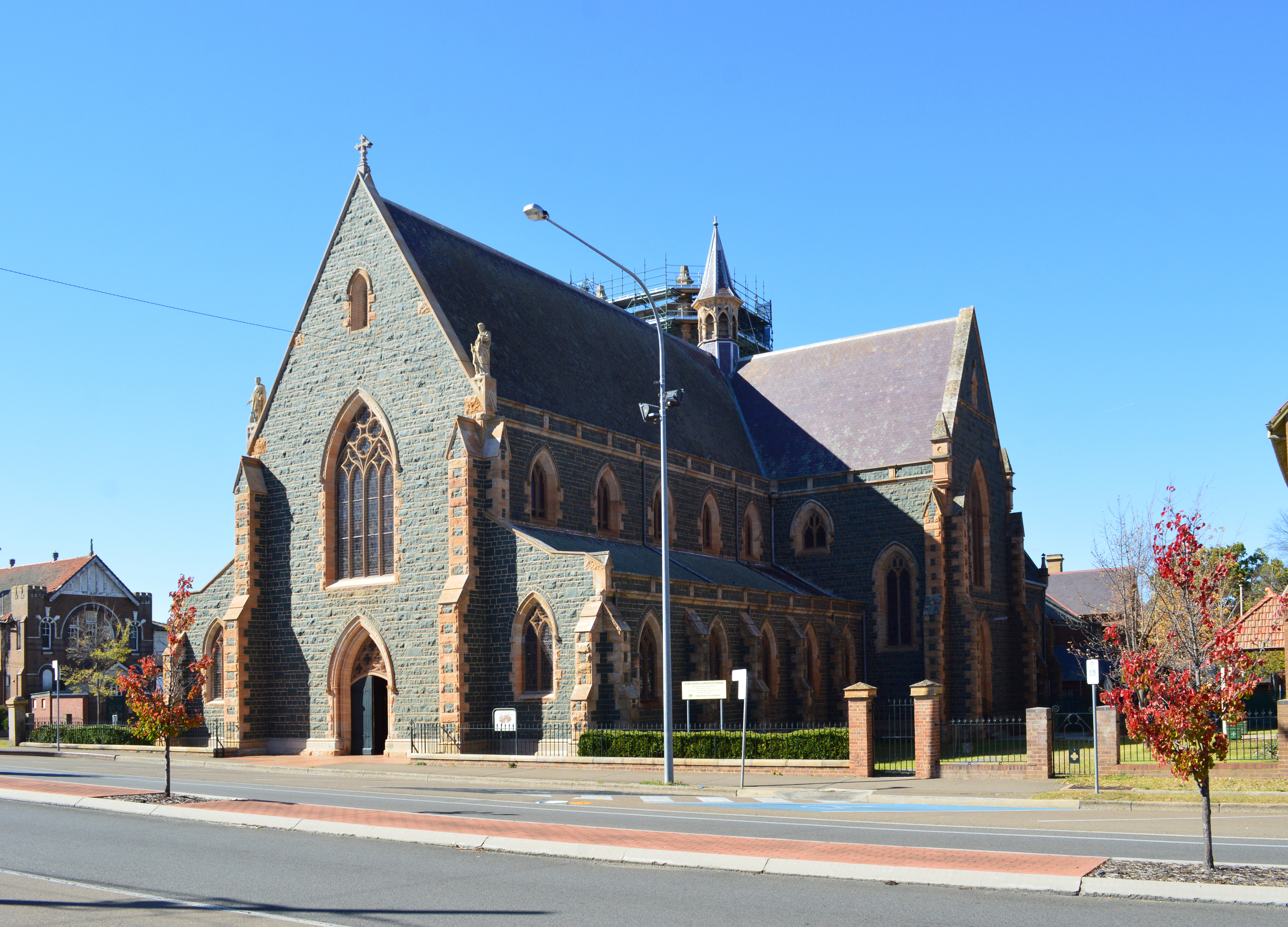
Excatedral de San Pedro y San Pablo, en Goulburn

La arquidiócesis tiene 88 000 km² y extiende su jurisdicción sobre los fieles católicos de rito latino residentes en el territorio de la Capital Australiana y en la parte meridional del estado de Nueva Gales del Sur.

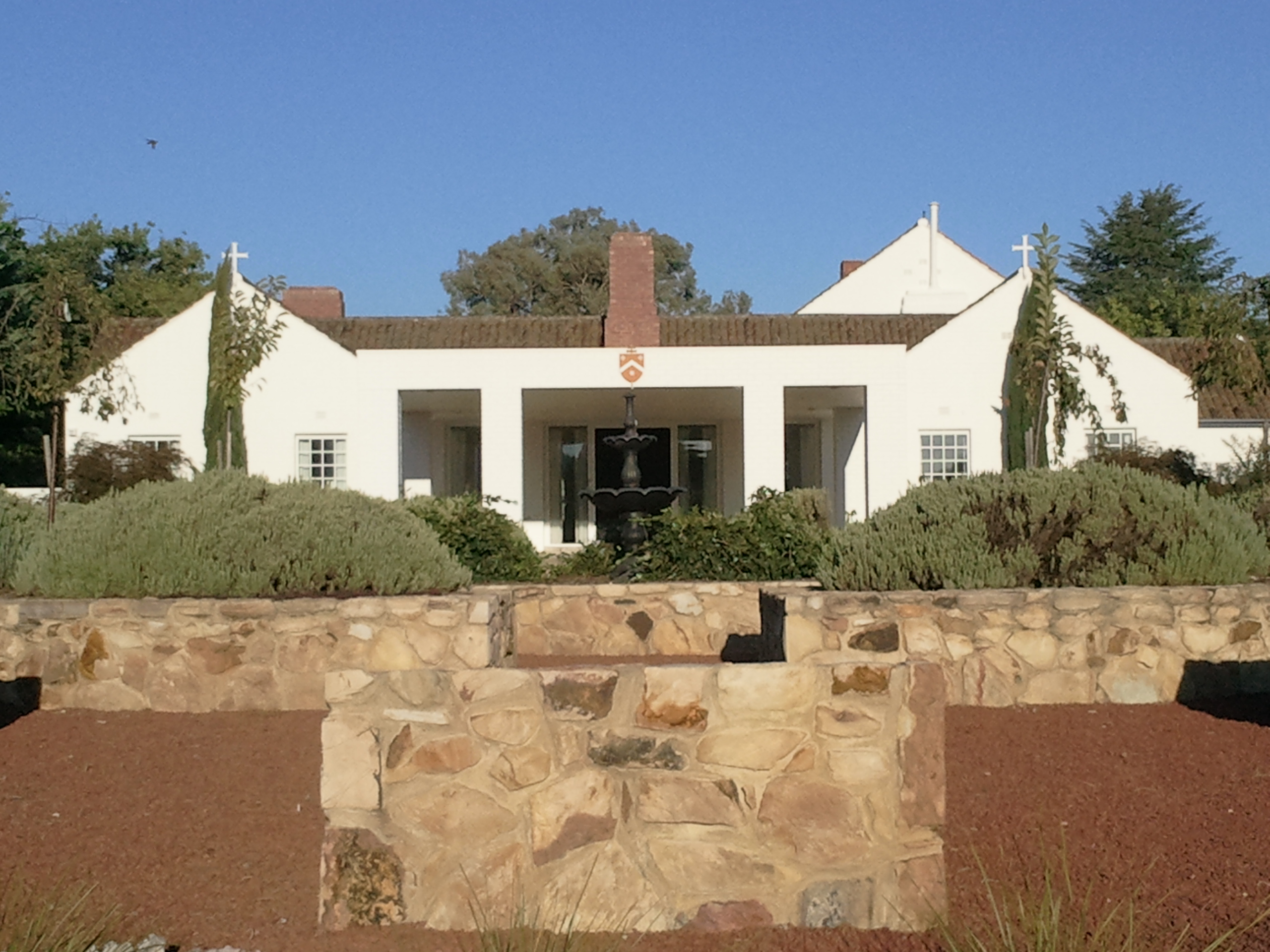
Residencia arzobispal

La sede de la arquidiócesis se encuentra en la ciudad de Camberra (o Canberra), en donde se halla la Catedral de San Cristóbal. En Goulburn se encuentra la excatedral de San Pedro y San Pablo.
En 2023 en la arquidiócesis existían 57 parroquias agrupadas en 5 decanatos: Western, Central, Northern, Monaro y Coastal.

## Historia
La diócesis de Goulburn fue erigida el 28 de noviembre de 1862 mediante el breve Ex debito del papa Pío IX, obteniendo el territorio de la arquidiócesis de Sídney, de la que originalmente era sufragánea.
El 28 de julio de 1917 cedió una parte de su territorio para la erección de la diócesis de Wagga Wagga mediante el breve Ut aucto Pastorum del papa Benedicto XV. En el mismo año 1917 se amplió con una parte del territorio que pertenecía a la arquidiócesis de Sídney.
El 5 de febrero de 1948, mediante la bula An dioecesium del papa Pío XII, la sede fue trasladada de Goulburn a Camberra y fue elevada al rango de arquidiócesis con la denominación de Camberra y Goulburn, quedando inmediatamente sujeta a la Santa Sede.
El 15 de noviembre de 1951 cedió otra porción de su territorio para la erección de la diócesis de Wollongong mediante la bula Non parum sane del papa Pío XII.
El 5 de febrero de 1973 la catedral se trasladó de la iglesia de los Santos Pedro y Pablo en Goulburn a la iglesia de San Cristóbal en Camberra.
En 1975 las parroquias de Batemans Bay, Moruya y Narooma volvieron a pertenecer a la arquidiócesis de Camberra y Goulburn, cedidas por la diócesis de Wollongong.

## Estadísticas
Según el Anuario Pontificio 2024 la arquidiócesis tenía a fines de 2023 un total de 186 570 fieles bautizados.
| Año                                                                             | Población            | Población | Población      | Sacerdotes | Sacerdotes    | Sacerdotes    | Bautizados por sacerdote | Diáconos permanentes | Religiosos | Religiosos | Parroquias |
| Año                                                                             | Bautizados católicos | Total     | % de católicos | Total      | Clero secular | Clero regular | Bautizados por sacerdote | Diáconos permanentes | Varones    | Mujeres    | Parroquias |
| ------------------------------------------------------------------------------- | -------------------- | --------- | -------------- | ---------- | ------------- | ------------- | ------------------------ | -------------------- | ---------- | ---------- | ---------- |
| 1950                                                                            | 43 500               | 167 471   | 26.0           | 105        | 85            | 20            | 414                      |                      | 51         | 418        | 36         |
| 1958                                                                            | 60 211               | 209 981   | 28.7           | 124        | 100           | 24            | 485                      |                      | 77         | 401        | 44         |
| 1966                                                                            | 78 820               | 286 082   | 27.6           | 176        | 115           | 61            | 447                      |                      | 106        | 519        | 51         |
| 1968                                                                            | 85 000               | 310 000   | 27.4           | 174        | 110           | 64            | 488                      |                      | 182        | 527        | 53         |
| 1980                                                                            | 142 000              | 440 000   | 32.3           | 134        | 94            | 40            | 1059                     |                      | 116        | 395        | 61         |
| 1990                                                                            | 137 500              | 479 200   | 28.7           | 118        | 81            | 37            | 1165                     |                      | 91         | 294        | 62         |
| 1999                                                                            | 158 000              | 546 000   | 28.9           | 131        | 89            | 42            | 1206                     | 1                    | 62         | 216        | 59         |
| 2000                                                                            | 158 500              | 571 000   | 27.8           | 123        | 83            | 40            | 1288                     | 1                    | 61         | 222        | 59         |
| 2001                                                                            | 159 600              | 596 000   | 26.8           | 140        | 98            | 42            | 1140                     | 2                    | 63         | 217        | 59         |
| 2002                                                                            | 162 000              | 547 040   | 29.6           | 128        | 98            | 30            | 1265                     | 3                    | 48         | 180        | 59         |
| 2003                                                                            | 161 000              | 552 000   | 29.2           | 124        | 97            | 27            | 1298                     | 3                    | 45         | 231        | 59         |
| 2004                                                                            | 160 700              | 551 400   | 29.1           | 119        | 94            | 25            | 1350                     | 4                    | 49         | 174        | 58         |
| 2006                                                                            | 159 670              | 569 000   | 28.1           | 120        | 96            | 24            | 1330                     | 4                    | 41         | 164        | 55         |
| 2013                                                                            | 162 790              | 604 078   | 26.9           | 124        | 80            | 44            | 1312                     | 8                    | 88         | 138        | 55         |
| 2016                                                                            | 170 900              | 633 000   | 27.0           | 96         | 80            | 16            | 1780                     | 8                    | 26         | 115        | 55         |
| 2019                                                                            | 178 360              | 660 600   | 27.0           | 96         | 77            | 19            | 1857                     | 9                    | 24         | 115        | 55         |
| 2021                                                                            | 183 540              | 680 500   | 27.0           | 82         | 63            | 19            | 2238                     | 8                    | 24         | 115        | 56         |
| 2023                                                                            | 186 570              | 691 740   | 27.0           | 72         | 54            | 18            | 2591                     | 7                    | 22         | 60         | 57         |
| Fuente: Catholic-Hierarchy, que a su vez toma los datos del Anuario Pontificio. |                      |           |                |            |               |               |                          |                      |            |            |            |

## Episcopologio

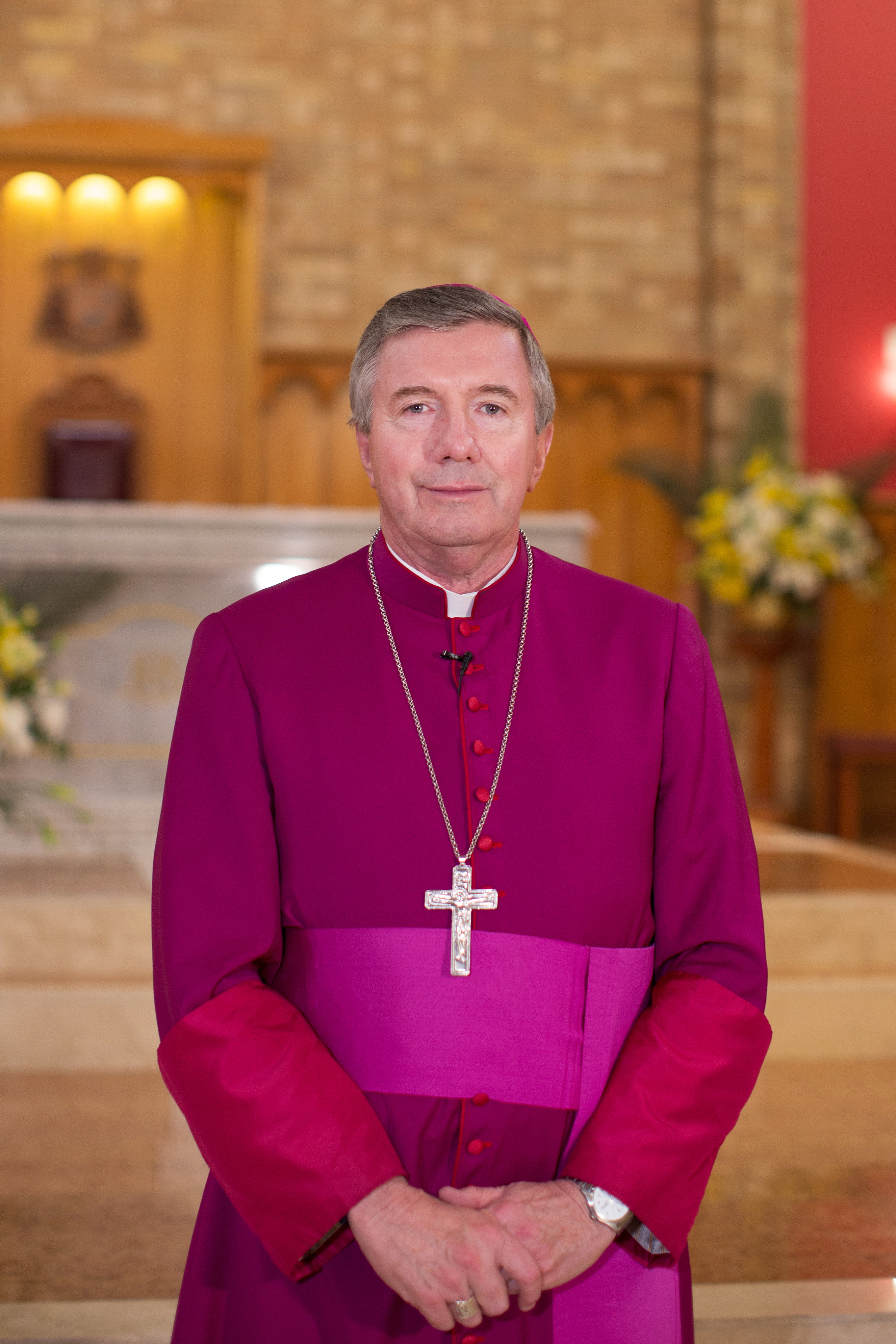
Christopher Charles Prowse, arzobispo de Camberra y Goulburn

- Patrick Bonaventure Geoghegan, O.F.M. † (10 de marzo de 1864-9 de mayo de 1864 falleció)
  - Sede vacante (1864-1866)
- William Lanigan † (18 de diciembre de 1866-13 de junio de 1900 falleció)
- John Gallagher † (13 de junio de 1900 por sucesión-26 de noviembre de 1923 falleció)
- John Barry † (1 de marzo de 1924-22 de marzo de 1938 falleció)
- Terence Bernard McGuire † (14 de junio de 1938-16 de noviembre de 1953 renunció[nota 1])
- Eris Norman Michael O'Brien † (16 de noviembre de 1953 por sucesión-20 de noviembre de 1966 renunció[nota 2])
- Thomas Vincent Cahill † (13 de abril de 1967-16 de abril de 1978 falleció)
- Edward Bede Clancy † (24 de noviembre de 1978-12 de febrero de 1983 Nombrado arzobispo de Sídney)
- Francis Patrick Carroll † (25 de junio de 1983-19 de junio de 2006 retirado)
- Mark Benedict Coleridge (19 de junio de 2006-2 de abril de 2012 Nombrado arzobispo de Brisbane)
- Christopher Charles Prowse, desde el 12 de septiembre de 2013